# Henriette von Belgien

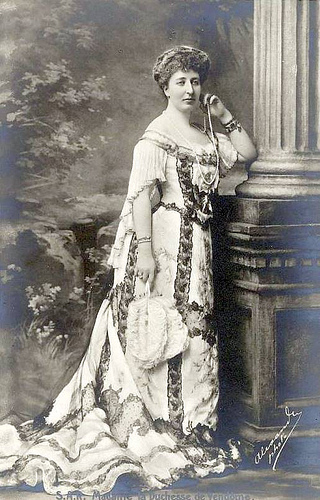
Henriette von Belgien, Herzogin von Vendôme

Henriette Marie Charlotte Antoinette von Belgien (* 30. November 1870 in Brüssel, Belgien; † 29. März 1948 in Sierre, Schweiz) war eine Prinzessin von Belgien und durch Eheschließung Herzogin von Vendôme.

## Leben
Henriette Marie war eine Tochter des Prinzen Philippe von Belgien, Graf von Flandern (1837–1905) aus dessen Ehe mit Maria Luise (1845–1912), Tochter des Fürsten Karl Anton von Hohenzollern-Sigmaringen. Ihr jüngerer Bruder Albert wurde 1909 König der Belgier. Ein besonders enges Verhältnis entwickelte Henriette zu ihrem älteren Bruder Baudouin. Als Henriette 1891 schwer erkrankte, wachte dieser an ihrem Krankenbett, steckte sich an und verstarb erst 21-jährig.
Sie heiratete am 12. Februar 1896 in Brüssel Emmanuel d’Orléans, Herzog von Vendôme (1872–1931). Ihre Mitgift betrug mehrere Millionen.
Besonders verdient machte sich Henriette im Ersten Weltkrieg bei der Kriegsopferfürsorge und der Pflege von verwundeten Soldaten. Ihre Villa in Cannes wandelte sie zu diesem Zwecke in ein Hospital um.
Am 29. März 1948 starb sie im Alter von 77 Jahren und wurde in der Chapelle Royale de Saint Louis in Dreux bestattet.
Henriette von Belgien war Mitglied des Päpstlichen Ritterordens vom Heiligen Grab zu Jerusalem.

## Nachkommen
Aus ihrer Ehe hatte Henriette folgende Kinder:
- Louise (1896–1973)

⚭ 1. 1916 (gesch. 1925) Philipp von Bourbon, Prinz von Neapel-Sizilien (1885–1949)
⚭ 2. 1928 Walter Kingsland (1888–1961)
- Sophie (1898–1928)
- Geneviéve (1901–1983)

⚭ 1923 Marquis Antoine de Chaponay (1893–1956)
- Charles Philippe (1905–1970)

⚭ 1928 Margaret Watson (1899–1993)

## Literarische Rolle
Die Duchesse de Vendôme spielt eine Randrolle in Marcel Prousts Roman Auf der Suche nach der verlorenen Zeit: Das junge Herzogspaar wird vom Romanhelden Swann und seiner Frau Odette mehrfach eingeladen, wobei die jeweils hinzugeladenen Ehepaare aus der Bourgeoisie einander diese Ehre neiden. Madame Swann wird wegen ihrer Vergangenheit als Kurtisane zwar von der aristokratischen „Welt des Faubourg Saint-Germain“, dem französischen Adel, geschnitten, doch das Herzogspaar aus königlichem Hause stört sich daran nicht: „Die Prinzen von Geblüt wissen, dass sie Prinzen sind, sie sind keine Snobs und fühlen sich im übrigen allen gegenüber, die nicht ihres Blutes sind, derart erhaben, dass ihnen Grandseigneurs und Bourgeois, tief unter ihnen, fast auf demselben Niveau erscheinen.“